# 자유전선
"자유전선"은 한국에서 제작된 김홍 감독의 1955년 멜로/로맨스, 전쟁 영화이다. 배석인 등이 주연으로 출연하였고 김기보 등이 제작에 참여하였다.

## 출연

### 주연
- 배석인
- 주증녀
- 황해
- 조항
- 임운학
- 노재신

## 기타
- 조명: 김성춘
- 녹음: 이경순
- 미술: 임명선
- 소품: 박홍조
- 의상: 김서원
- 의상팀: 이해윤